# Thalassionemataceae
Famille
Les Thalassionemataceae sont une famille d'algues de l'embranchement des Bacillariophyta (Diatomées), de la classe des Bacillariophyceae et de l’ordre des Thalassionematales.

## Étymologie
Le nom de la famille vient du genre type Thalassionema, dérivé du grec θαλασα / thalassa, mer, et de νήμα / nema, fil, littéralement « fil de mer », en référence à la forme effilée de cette diatomée marine. 

## Liste des genres
Selon AlgaeBase (10 mai 2022) :
- Lioloma Hasle, 1996
- Thalassionema Grunow ex Mereschkowsky, 1902 - genre type
- Thalassiothrix Cleve & Grunow, 1880
- Trichotoxon F.M.H.Reid & Round, 1988

Quelques Thalassionemataceae
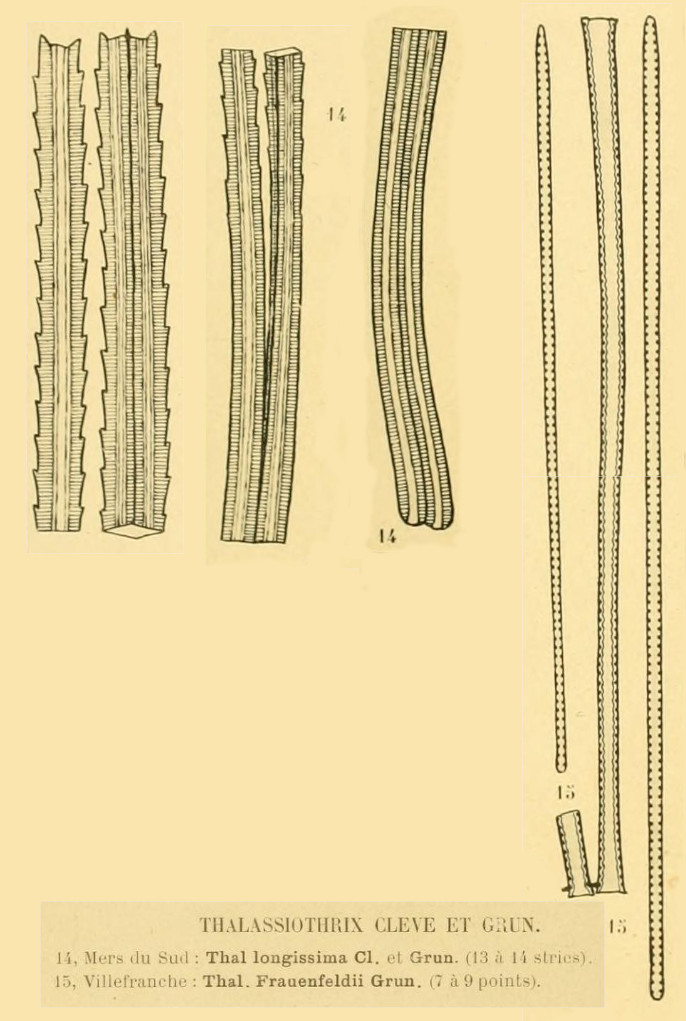
Thalassiothrix longicima T. frauenfeldii.

## Systématique
Le nom correct complet (avec auteur) de ce taxon est Thalassionemataceae Round, 1990.

## Publication originale
- (en) Round, F.E., Crawford, R.M. & Mann, D.G. (1990). The diatoms biology and morphology of the genera. pp. [i-ix], 1-747. Cambridge: Cambridge University Press.